# Rondas clasificatorias de la Copa de la Reina de fútbol sala 2025
Las diferentes rondas clasificatorias de la Copa de la Reina de fútbol sala 2025 tuvo lugar del 16 de septiembre de 2024 hasta el 4 de mayo de 2025 con la final para decidir el equipo campeón de esta edición. Un total de 47 equipos participaron en estas rondas.

## Cuadro de Eliminatorias
|  | Dieciseisavos de final | Dieciseisavos de final | Dieciseisavos de final |                     |                        | Octavos de final       | Octavos de final | Octavos de final |  |              | Cuartos de final | Cuartos de final | Cuartos de final |  |                     | Semifinales         | Semifinales | Semifinales |  |                     | Final               | Final | Final |  |
|  |                        |                        |                        |                     |                        |                        |                  |                  |  |              |                  |                  |                  |  |                     |                     |             |             |  |                     |                     |       |       |  |
|  |                        |                        |                        |                     |                        |                        |                  |                  |  |              |                  |                  |                  |  |                     |                     |             |             |  |                     |                     |       |       |  |
|  | Leganés                | Leganés                | 3                      |                     |                        |                        |                  |                  |  |              |                  |                  |                  |  |                     |                     |             |             |  |                     |                     |       |       |  |
|  | Leganés                | Leganés                | 3                      |                     |                        |                        |                  |                  |  |              |                  |                  |                  |  |                     |                     |             |             |  |                     |                     |       |       |  |
|  | Marín                  | Marín                  | 4                      |                     |                        |                        |                  |                  |  |              |                  |                  |                  |  |                     |                     |             |             |  |                     |                     |       |       |  |
|  | Marín                  | Marín                  | 4                      |                     | Marín                  | Marín                  | 1                |                  |  |              |                  |                  |                  |  |                     |                     |             |             |  |                     |                     |       |       |  |
|  |                        |                        |                        |                     | Marín                  | Marín                  | 1                |                  |  |              |                  |                  |                  |  |                     |                     |             |             |  |                     |                     |       |       |  |
|  |                        |                        | Móstoles               | Móstoles            | 2                      |                        |                  |                  |  |              |                  |                  |                  |  |                     |                     |             |             |  |                     |                     |       |       |  |
|  | Ripollet               | Ripollet               | Móstoles               | Móstoles            | 2                      | 1                      |                  |                  |  |              |                  |                  |                  |  |                     |                     |             |             |  |                     |                     |       |       |  |
|  | Ripollet               | Ripollet               |                        |                     |                        |                        |                  |                  |  |              |                  |                  |                  |  |                     |                     |             |             |  |                     |                     |       |       |  |
|  | Móstoles               | Móstoles               | 2                      |                     |                        |                        |                  |                  |  |              |                  |                  |                  |  |                     |                     |             |             |  |                     |                     |       |       |  |
|  | Móstoles               | Móstoles               | 2                      |                     |                        |                        |                  |                  |  | Móstoles     | Móstoles         | 2                |                  |  |                     |                     |             |             |  |                     |                     |       |       |  |
|  |                        |                        |                        |                     |                        |                        |                  |                  |  | Móstoles     | Móstoles         | 2                |                  |  |                     |                     |             |             |  |                     |                     |       |       |  |
|  |                        |                        | Torreblanca Melilla    | Torreblanca Melilla | 10                     |                        |                  |                  |  |              |                  |                  |                  |  |                     |                     |             |             |  |                     |                     |       |       |  |
|  | Feme Castellón         | Feme Castellón         | Torreblanca Melilla    | Torreblanca Melilla | 10                     | 0                      |                  |                  |  |              |                  |                  |                  |  |                     |                     |             |             |  |                     |                     |       |       |  |
|  | Feme Castellón         | Feme Castellón         |                        |                     |                        |                        |                  |                  |  |              |                  |                  |                  |  |                     |                     |             |             |  |                     |                     |       |       |  |
|  | Alcantarilla           | Alcantarilla           | 8                      |                     |                        |                        |                  |                  |  |              |                  |                  |                  |  |                     |                     |             |             |  |                     |                     |       |       |  |
|  | Alcantarilla           | Alcantarilla           | 8                      |                     | Alcantarilla           | Alcantarilla           | 0                |                  |  |              |                  |                  |                  |  |                     |                     |             |             |  |                     |                     |       |       |  |
|  |                        |                        |                        |                     | Alcantarilla           | Alcantarilla           | 0                |                  |  |              |                  |                  |                  |  |                     |                     |             |             |  |                     |                     |       |       |  |
|  |                        |                        | Torreblanca Melilla    | Torreblanca Melilla | 8                      |                        |                  |                  |  |              |                  |                  |                  |  |                     |                     |             |             |  |                     |                     |       |       |  |
|  | San Fernando           | San Fernando           | Torreblanca Melilla    | Torreblanca Melilla | 8                      | 0                      |                  |                  |  |              |                  |                  |                  |  |                     |                     |             |             |  |                     |                     |       |       |  |
|  | San Fernando           | San Fernando           |                        |                     |                        |                        |                  |                  |  |              |                  |                  |                  |  |                     |                     |             |             |  |                     |                     |       |       |  |
|  | Torreblanca Melilla    | Torreblanca Melilla    | 11                     |                     |                        |                        |                  |                  |  |              |                  |                  |                  |  |                     |                     |             |             |  |                     |                     |       |       |  |
|  | Torreblanca Melilla    | Torreblanca Melilla    | 11                     |                     |                        |                        |                  |                  |  |              |                  |                  |                  |  | Torreblanca Melilla | Torreblanca Melilla | 2           |             |  |                     |                     |       |       |  |
|  |                        |                        |                        |                     |                        |                        |                  |                  |  |              |                  |                  |                  |  | Torreblanca Melilla | Torreblanca Melilla | 2           |             |  |                     |                     |       |       |  |
|  |                        |                        | Castro                 | Castro              | 2                      |                        |                  |                  |  |              |                  |                  |                  |  |                     |                     |             |             |  |                     |                     |       |       |  |
|  | Ceuta AD               | Ceuta AD               | Castro                 | Castro              | 2                      | 3                      |                  |                  |  |              |                  |                  |                  |  |                     |                     |             |             |  |                     |                     |       |       |  |
|  | Ceuta AD               | Ceuta AD               |                        |                     |                        |                        |                  |                  |  |              |                  |                  |                  |  |                     |                     |             |             |  |                     |                     |       |       |  |
|  | At Torcal              | At Torcal              | 2                      |                     |                        |                        |                  |                  |  |              |                  |                  |                  |  |                     |                     |             |             |  |                     |                     |       |       |  |
|  | At Torcal              | At Torcal              | 2                      |                     | Ceuta AD               | Ceuta AD               | 2                |                  |  |              |                  |                  |                  |  |                     |                     |             |             |  |                     |                     |       |       |  |
|  |                        |                        |                        |                     | Ceuta AD               | Ceuta AD               | 2                |                  |  |              |                  |                  |                  |  |                     |                     |             |             |  |                     |                     |       |       |  |
|  |                        |                        | Teldeportivo           | Teldeportivo        | 4                      |                        |                  |                  |  |              |                  |                  |                  |  |                     |                     |             |             |  |                     |                     |       |       |  |
|  | Martos                 | Martos                 | Teldeportivo           | Teldeportivo        | 4                      | 3                      |                  |                  |  |              |                  |                  |                  |  |                     |                     |             |             |  |                     |                     |       |       |  |
|  | Martos                 | Martos                 |                        |                     |                        |                        |                  |                  |  |              |                  |                  |                  |  |                     |                     |             |             |  |                     |                     |       |       |  |
|  | Teldeportivo           | Teldeportivo           | 5                      |                     |                        |                        |                  |                  |  |              |                  |                  |                  |  |                     |                     |             |             |  |                     |                     |       |       |  |
|  | Teldeportivo           | Teldeportivo           | 5                      |                     |                        |                        |                  |                  |  | Teldeportivo | Teldeportivo     | 0                |                  |  |                     |                     |             |             |  |                     |                     |       |       |  |
|  |                        |                        |                        |                     |                        |                        |                  |                  |  | Teldeportivo | Teldeportivo     | 0                |                  |  |                     |                     |             |             |  |                     |                     |       |       |  |
|  |                        |                        | Castro                 | Castro              | 4                      |                        |                  |                  |  |              |                  |                  |                  |  |                     |                     |             |             |  |                     |                     |       |       |  |
|  | Intersala Zaragoza     | Intersala Zaragoza     | Castro                 | Castro              | 4                      | 1                      |                  |                  |  |              |                  |                  |                  |  |                     |                     |             |             |  |                     |                     |       |       |  |
|  | Intersala Zaragoza     | Intersala Zaragoza     |                        |                     |                        |                        |                  |                  |  |              |                  |                  |                  |  |                     |                     |             |             |  |                     |                     |       |       |  |
|  | Castro                 | Castro                 | 3                      |                     |                        |                        |                  |                  |  |              |                  |                  |                  |  |                     |                     |             |             |  |                     |                     |       |       |  |
|  | Castro                 | Castro                 | 3                      |                     | Castro                 | Castro                 | 8                |                  |  |              |                  |                  |                  |  |                     |                     |             |             |  |                     |                     |       |       |  |
|  |                        |                        |                        |                     | Castro                 | Castro                 | 8                |                  |  |              |                  |                  |                  |  |                     |                     |             |             |  |                     |                     |       |       |  |
|  |                        |                        | Rubí                   | Rubí                | 0                      |                        |                  |                  |  |              |                  |                  |                  |  |                     |                     |             |             |  |                     |                     |       |       |  |
|  | Mioño                  | Mioño                  | Rubí                   | Rubí                | 0                      | 0                      |                  |                  |  |              |                  |                  |                  |  |                     |                     |             |             |  |                     |                     |       |       |  |
|  | Mioño                  | Mioño                  |                        |                     |                        |                        |                  |                  |  |              |                  |                  |                  |  |                     |                     |             |             |  |                     |                     |       |       |  |
|  | Rubí                   | Rubí                   | 3                      |                     |                        |                        |                  |                  |  |              |                  |                  |                  |  |                     |                     |             |             |  |                     |                     |       |       |  |
|  | Rubí                   | Rubí                   | 3                      |                     |                        |                        |                  |                  |  |              |                  |                  |                  |  |                     |                     |             |             |  | Torreblanca Melilla | Torreblanca Melilla | 2     |       |  |
|  |                        |                        |                        |                     |                        |                        |                  |                  |  |              |                  |                  |                  |  |                     |                     |             |             |  | Torreblanca Melilla | Torreblanca Melilla | 2     |       |  |
|  |                        |                        | Burela                 | Burela              | 3                      |                        |                  |                  |  |              |                  |                  |                  |  |                     |                     |             |             |  |                     |                     |       |       |  |
|  | Osasuna                | Osasuna                | Burela                 | Burela              | 3                      | 1                      |                  |                  |  |              |                  |                  |                  |  |                     |                     |             |             |  |                     |                     |       |       |  |
|  | Osasuna                | Osasuna                |                        |                     |                        |                        |                  |                  |  |              |                  |                  |                  |  |                     |                     |             |             |  |                     |                     |       |       |  |
|  | Futsi At. Navalcarnero | Futsi At. Navalcarnero | 6                      |                     |                        |                        |                  |                  |  |              |                  |                  |                  |  |                     |                     |             |             |  |                     |                     |       |       |  |
|  | Futsi At. Navalcarnero | Futsi At. Navalcarnero | 6                      |                     | Futsi At. Navalcarnero | Futsi At. Navalcarnero | 2                |                  |  |              |                  |                  |                  |  |                     |                     |             |             |  |                     |                     |       |       |  |
|  |                        |                        |                        |                     | Futsi At. Navalcarnero | Futsi At. Navalcarnero | 2                |                  |  |              |                  |                  |                  |  |                     |                     |             |             |  |                     |                     |       |       |  |
|  |                        |                        | Roldán                 | Roldán              | 3                      |                        |                  |                  |  |              |                  |                  |                  |  |                     |                     |             |             |  |                     |                     |       |       |  |
|  | Valdetires Ferrol      | Valdetires Ferrol      | Roldán                 | Roldán              | 3                      | 1                      |                  |                  |  |              |                  |                  |                  |  |                     |                     |             |             |  |                     |                     |       |       |  |
|  | Valdetires Ferrol      | Valdetires Ferrol      |                        |                     |                        |                        |                  |                  |  |              |                  |                  |                  |  |                     |                     |             |             |  |                     |                     |       |       |  |
|  | Roldán                 | Roldán                 | 7                      |                     |                        |                        |                  |                  |  |              |                  |                  |                  |  |                     |                     |             |             |  |                     |                     |       |       |  |
|  | Roldán                 | Roldán                 | 7                      |                     |                        |                        |                  |                  |  | Roldán       | Roldán           | 1                |                  |  |                     |                     |             |             |  |                     |                     |       |       |  |
|  |                        |                        |                        |                     |                        |                        |                  |                  |  | Roldán       | Roldán           | 1                |                  |  |                     |                     |             |             |  |                     |                     |       |       |  |
|  |                        |                        | Poio                   | Poio                | 1                      |                        |                  |                  |  |              |                  |                  |                  |  |                     |                     |             |             |  |                     |                     |       |       |  |
|  | Chiloeches             | Chiloeches             | Poio                   | Poio                | 1                      | 3                      |                  |                  |  |              |                  |                  |                  |  |                     |                     |             |             |  |                     |                     |       |       |  |
|  | Chiloeches             | Chiloeches             |                        |                     |                        |                        |                  |                  |  |              |                  |                  |                  |  |                     |                     |             |             |  |                     |                     |       |       |  |
|  | Alcorcón               | Alcorcón               | 7                      |                     |                        |                        |                  |                  |  |              |                  |                  |                  |  |                     |                     |             |             |  |                     |                     |       |       |  |
|  | Alcorcón               | Alcorcón               | 7                      |                     | Alcorcón               | Alcorcón               | 0                |                  |  |              |                  |                  |                  |  |                     |                     |             |             |  |                     |                     |       |       |  |
|  |                        |                        |                        |                     | Alcorcón               | Alcorcón               | 0                |                  |  |              |                  |                  |                  |  |                     |                     |             |             |  |                     |                     |       |       |  |
|  |                        |                        | Poio                   | Poio                | 1                      |                        |                  |                  |  |              |                  |                  |                  |  |                     |                     |             |             |  |                     |                     |       |       |  |
|  | Esplugues              | Esplugues              | Poio                   | Poio                | 1                      | 0                      |                  |                  |  |              |                  |                  |                  |  |                     |                     |             |             |  |                     |                     |       |       |  |
|  | Esplugues              | Esplugues              |                        |                     |                        |                        |                  |                  |  |              |                  |                  |                  |  |                     |                     |             |             |  |                     |                     |       |       |  |
|  | Poio                   | Poio                   | 7                      |                     |                        |                        |                  |                  |  |              |                  |                  |                  |  |                     |                     |             |             |  |                     |                     |       |       |  |
|  | Poio                   | Poio                   | 7                      |                     |                        |                        |                  |                  |  |              |                  |                  |                  |  | Poio                | Poio                | 1           |             |  |                     |                     |       |       |  |
|  |                        |                        |                        |                     |                        |                        |                  |                  |  |              |                  |                  |                  |  | Poio                | Poio                | 1           |             |  |                     |                     |       |       |  |
|  |                        |                        | Burela                 | Burela              | 2                      |                        |                  |                  |  |              |                  |                  |                  |  |                     |                     |             |             |  |                     |                     |       |       |  |
|  | Almagro                | Almagro                | Burela                 | Burela              | 2                      | 4                      |                  |                  |  |              |                  |                  |                  |  |                     |                     |             |             |  |                     |                     |       |       |  |
|  | Almagro                | Almagro                |                        |                     |                        |                        |                  |                  |  |              |                  |                  |                  |  |                     |                     |             |             |  |                     |                     |       |       |  |
|  | Guadalcacín            | Guadalcacín            | 2                      |                     |                        |                        |                  |                  |  |              |                  |                  |                  |  |                     |                     |             |             |  |                     |                     |       |       |  |
|  | Guadalcacín            | Guadalcacín            | 2                      |                     | Almagro                | Almagro                | 0                |                  |  |              |                  |                  |                  |  |                     |                     |             |             |  |                     |                     |       |       |  |
|  |                        |                        |                        |                     | Almagro                | Almagro                | 0                |                  |  |              |                  |                  |                  |  |                     |                     |             |             |  |                     |                     |       |       |  |
|  |                        |                        | Burela                 | Burela              | 4                      |                        |                  |                  |  |              |                  |                  |                  |  |                     |                     |             |             |  |                     |                     |       |       |  |
|  | Bembrive               | Bembrive               | Burela                 | Burela              | 4                      | 1                      |                  |                  |  |              |                  |                  |                  |  |                     |                     |             |             |  |                     |                     |       |       |  |
|  | Bembrive               | Bembrive               |                        |                     |                        |                        |                  |                  |  |              |                  |                  |                  |  |                     |                     |             |             |  |                     |                     |       |       |  |
|  | Burela                 | Burela                 | 8                      |                     |                        |                        |                  |                  |  |              |                  |                  |                  |  |                     |                     |             |             |  |                     |                     |       |       |  |
|  | Burela                 | Burela                 | 8                      |                     |                        |                        |                  |                  |  | 1            | Burela           | 5                |                  |  |                     |                     |             |             |  |                     |                     |       |       |  |
|  |                        |                        |                        |                     |                        |                        |                  |                  |  | 1            | Burela           | 5                |                  |  |                     |                     |             |             |  |                     |                     |       |       |  |
|  |                        |                        |                        | Ourense             | 2                      |                        |                  |                  |  |              |                  |                  |                  |  |                     |                     |             |             |  |                     |                     |       |       |  |
|  | Segosala               | Segosala               | 2                      | Ourense             | 2                      |                        |                  |                  |  |              |                  |                  |                  |  |                     |                     |             |             |  |                     |                     |       |       |  |
|  | Segosala               | Segosala               | 2                      |                     |                        |                        |                  |                  |  |              |                  |                  |                  |  |                     |                     |             |             |  |                     |                     |       |       |  |
|  | Les Corts AE           | Les Corts AE           | 1                      |                     |                        |                        |                  |                  |  |              |                  |                  |                  |  |                     |                     |             |             |  |                     |                     |       |       |  |
|  | Les Corts AE           | Les Corts AE           | 1                      |                     | Segosala               | Segosala               | 3                |                  |  |              |                  |                  |                  |  |                     |                     |             |             |  |                     |                     |       |       |  |
|  |                        |                        |                        |                     | Segosala               | Segosala               | 3                |                  |  |              |                  |                  |                  |  |                     |                     |             |             |  |                     |                     |       |       |  |
|  |                        |                        | Ourense                | Ourense             | 4                      |                        |                  |                  |  |              |                  |                  |                  |  |                     |                     |             |             |  |                     |                     |       |       |  |
|  | Rodiles                | Rodiles                | Ourense                | Ourense             | 4                      | 0                      |                  |                  |  |              |                  |                  |                  |  |                     |                     |             |             |  |                     |                     |       |       |  |
|  | Rodiles                | Rodiles                |                        |                     |                        |                        |                  |                  |  |              |                  |                  |                  |  |                     |                     |             |             |  |                     |                     |       |       |  |
|  | Ourense                | Ourense                | 5                      |                     |                        |                        |                  |                  |  |              |                  |                  |                  |  |                     |                     |             |             |  |                     |                     |       |       |  |
|  | Ourense                | Ourense                | 5                      |                     |                        |                        |                  |                  |  |              |                  |                  |                  |  |                     |                     |             |             |  |                     |                     |       |       |  |
|  |                        |                        |                        |                     |                        |                        |                  |                  |  |              |                  |                  |                  |  |                     |                     |             |             |  |                     |                     |       |       |  |

## Treintaidosavos de final
Disputaron la primera ronda del torneo los 31 equipos de Segunda División. Los emparejamientos se decidieron por proximidad y se sorteó quien ejercía como local, el sorteo se celebró el 29 de agosto de 2024 en la Ciudad del Fútbol de Las Rozas. La eliminatoria se jugó a partido único el 14 y 15 de septiembre de 2024.

### Cuadro
| Local                           | Resultado | Visitante                      |
| ------------------------------- | --------- | ------------------------------ |
| El Gaitero Rodiles FSF          | Exento    |                                |
| CD Mosteiro Bembrive FS         | 3–2       | FC Meigas                      |
| Valdetires Ferrol FSF           | 7–0       | Viaxes Amarelle FS             |
| CDE Muslera GSW                 | 1–2       | Save Family Mioño              |
| Osasuna Futsal                  | 3–2       | UDC Txantrea KKE               |
| Ceuta AD                        | 9–0       | CD IES Luis de Camoens         |
| Feme Castellón CFS              | 3–1       | CET10                          |
| AECS L'Hospitalet               | 1–4       | PH-Quirogel AE Penya Esplugues |
| Somriu FS Ripollet              | 1–0       | CN Caldes                      |
| W. A. Intersala 10 Zaragoza     | 3–1       | Grupo Reciclarte César Augusta |
| CD Segosala                     | 3–0       | CD Colegio San José            |
| Martos FS Jaén Paraíso Interior | 4–3       | CD Salesianos Puertollano      |
| CSF San Fernando                | 2–1       | CD Básico Rivas Futsal         |
| Rayo Majadahonda FSF/Afar4      | 3–6       | CD Leganés FS                  |
| Almagro FSF                     | 8–2       | UDAF Afanion Albacete          |
| CD Chiloeches                   | 5–1       | Mora FSF Imto                  |

### Partidos

#### Bembrive - Meigas
| 14 de septiembre de 2024, 19:00 (UTC+2) | CD Mosteiro Bembrive FS                     | 3:2 (0:1) | FC Meigas                          | Vicente Álvarez, Vigo                        |                                              |
|                                         | Claudia Martínez 25' 34' · Claudia Lobo 33' | Reporte   | Sara Torre 15' · Paula Pereiro 21' | Árbitro(s): Olivier Cardero Oscar Luis Gulín | Árbitro(s): Olivier Cardero Oscar Luis Gulín |

#### Valdetires Ferrol - Viaxes Amarelle
| 14 de septiembre de 2024, 18:00 (UTC+2) | Valdetires Ferrol FSF                                                                 | 7:0 (3:0) | Viaxes Amarelle FS | Esteiro, Ferrol                     |                                     |
|                                         | Andrea Alvite 2' 37' · Lara Díaz 9' 17' · Pipi 24' · Ana López 34' · Sila Santiso 38' | Reporte   |                    | Árbitro(s): Marcos Noya Jorge Otero | Árbitro(s): Marcos Noya Jorge Otero |

#### Muslera - Mioño
| 14 de septiembre de 2024, 20:00 (UTC+2) | CDE Muslera GSW     | 1:2 (0:2) | Save Family Mioño                         | Guillermo Cortés, Guarnizo                 |                                            |
|                                         | Alexia Martínez 36' | Reporte   | Patricia Carnicero 3' · Lara Rodríguez 9' | Árbitro(s): Sergio Sánchez Javier San José | Árbitro(s): Sergio Sánchez Javier San José |

#### Osasuna - Txantrea
| 14 de septiembre de 2024, 18:00 (UTC+2) | Osasuna Futsal                               | 3:2 (1:1) | UDC Txantrea KKE                  | Valle de Aranguren, Aranguren             |                                           |
|                                         | Maialen Arana 17' · Cristina Bariain 24' 39' | Reporte   | Ana Urtasun 9' · Andrea Lopes 38' | Árbitro(s): Iñaki Percaz Javier Caballero | Árbitro(s): Iñaki Percaz Javier Caballero |

#### Ceuta AD - Camoens
| 14 de septiembre de 2024, 12:30 (UTC+2) | Ceuta AD | 9:0 (6:0) | CD IES Luis de Camoens | Guillermo Molina, Ceuta                   |                                           |
|                                         | Maura Scaletti 4' 13' 28' · Alejandra Giménez 6' · Julia de Oliveira 10' · Julia Forsuik 12' · María José Alcivar 17' · Claudia Navas 26' | Reporte   |                        | Árbitro(s): Adnane Draoui Mustafa Ramírez | Árbitro(s): Adnane Draoui Mustafa Ramírez |

#### Feme Castellón - CET10
| 14 de septiembre de 2024, 18:00 (UTC+2) | Feme Castellón CFS                                       | 3:1 (1:1) | CET10            | Chencho, Castellón de la Plana     |                                    |
|                                         | Rocío Bellés 19' · Lidia Martínez 30' · Sara Bayarri 34' | Reporte   | Laura García 11' | Árbitro(s): Juan Boluda Javier Gea | Árbitro(s): Juan Boluda Javier Gea |

#### L'Hospitalet - Esplugues
| 14 de septiembre de 2024, 18:00 (UTC+2) | AECS L'Hospitalet   | 1:4 (0:2) | PH-Quirogel AE Penya Esplugues           | Juanan Bastante, Hospitalet de Llobregat  |                                           |
|                                         | Leiza Hernández 34' | Reporte   | Laia Beltrán 1' 2' 38' · Pilar Ribes 37' | Árbitro(s): Ricard de Jódar Adrià Gelonch | Árbitro(s): Ricard de Jódar Adrià Gelonch |

#### Ripollet - Caldes
| 14 de septiembre de 2024, 20:30 (UTC+2) | Somriu FS Ripollet | 1:0 (0:0) | CN Caldes | Joan Creus, Ripollet                    |                                         |
|                                         | Andrea Gomáriz 30' | Reporte   |           | Árbitro(s): Guillem Alonso Aleix Colete | Árbitro(s): Guillem Alonso Aleix Colete |

#### Intersala Zaragoza - Cesar Augusta
| 14 de septiembre de 2024, 19:00 (UTC+2) | Wanapis Aldelix Intersala 10 Zaragoza                        | 3:1 (2:1) | Grupo Reciclarte César Augusta | La Granja, Zaragoza                           |                                               |
|                                         | Carolina Andrade 8' · Marina Escaño 15' · Sarah Oliveira 36' | Reporte   | Andrea Martínez 16'            | Árbitro(s): Pablo Felipe Vicente Laura Solano | Árbitro(s): Pablo Felipe Vicente Laura Solano |

#### Segosala - San José
| 15 de septiembre de 2024, 12:00 (UTC+2) | CD Segosala                                        | 3:0 (1:0) | CD Colegio San José | Pedro Delgado, Segovia                    |                                           |
|                                         | Sara Pirog 11' · Isabel Álvaro 33' · Laura Diz 39' | Reporte   |                     | Árbitro(s): Rubén Pascual David Rodríguez | Árbitro(s): Rubén Pascual David Rodríguez |

#### Martos - Puertollano
| 15 de septiembre de 2024, 12:00 (UTC+2) | Martos FS Jaén Paraíso Interior                                                   | 4:3 (1:2) | CD Salesianos Puertollano                              | Juventud, Martos                           |                                            |
|                                         | Noema Cabezas 14' · Lucía García 21' · Noelia Nogales 27' · Manuela Caballero 36' | Reporte   | Laura Latorre 2' · Rocío Gracia 19' · María Laguna 36' | Árbitro(s): Juan Antonio Batres José Marín | Árbitro(s): Juan Antonio Batres José Marín |

#### San Fernando - Rivas
| 14 de septiembre de 2024, 18:00 (UTC+2) | CSF San Fernando                         | 2:1 (0:0) | CD Básico Rivas Futsal | Parque Henares, San Fernando de Henares      |                                              |
|                                         | Jennifer Arriba 24' · Silvia Melones 31' | Reporte   | Sara Jiménez 35'       | Árbitro(s): David Franco José Miguel Guisado | Árbitro(s): David Franco José Miguel Guisado |

#### Majadahonda - Leganés
| 14 de septiembre de 2024, 17:30 (UTC+2) | Rayo Majadahonda FSF/Afar4                               | 3:6 (1:2) | CD Leganés FS                                                                | La Granadilla, Majadahonda              |                                         |
|                                         | Alba Casado 16' · Marlén Gandía 22' · Marta de Diego 32' | Reporte   | Iraia Arbeloa 3' 12' · Pelocho 23' · Lucía Guti 28' 36' · Andrea Benayas 35' | Árbitro(s): Ignacio Cabezas Jesús Muñoz | Árbitro(s): Ignacio Cabezas Jesús Muñoz |

#### Almagro - Udaf Afanion
| 14 de septiembre de 2024, 20:00 (UTC+2) | Almagro FSF                                                                                                   | 8:2 (4:0) | UDAF Afanion Albacete       | Gemma Arenas, Almagro                 |                                       |
|                                         | Rebeca Culebras 14' · Elena García 16' · Mayte Martínez 16' 23' 25' · Elena Dávila 17' 30' · Sofía Valero 21' | Reporte   | María Isabel Molina 29' 37' | Árbitro(s): Aitor García Daniel Muñoz | Árbitro(s): Aitor García Daniel Muñoz |

#### Chiloeches - Mora
| 16 de octubre de 2024, 20:30 (UTC+2) | CD Chiloeches                                                               | 5:1 (2:1) | Mora FSF Imto   | Mun. Chiloeches, Chiloeches              |                                          |
|                                      | Noelia de las Heras 6' · Laura Moreno 7' · Becha 22' 23' · Elisa Elvira 24' | Reporte   | Nerea Durán 19' | Árbitro(s): Carlos Verdú David Izquierdo | Árbitro(s): Carlos Verdú David Izquierdo |

## Dieciseisavos de final
Disputaron la primera ronda del torneo los 32 equipos de Primera y Segunda. El sorteo se celebró el 7 de noviembre de 2024 en la Ciudad del Fútbol de Las Rozas, y los emparejamientos son entre un equipo de primera división y uno de segunda, jugándose en el pabellón del club de menor categoría. La eliminatoria se jugó a partido único el 26 de noviembre de 2024.

### Cuadro
| Local                           | Resultado   | Visitante                          |
| ------------------------------- | ----------- | ---------------------------------- |
| Osasuna Futsal                  | 1–6         | Atlético Navalcarnero              |
| CSF San Fernando                | 0–11        | Melilla Ciudad Deporte Torreblanca |
| Ceuta AD                        | 3–2         | Nueces de Ronda Atlético Torcal    |
| Somriu FS Ripollet              | 1–2         | MRB Móstoles FSF                   |
| CD Segosala                     | 2–1 (t. s.) | AE Les Corts Ubae                  |
| CD Leganés FS                   | 3–4         | Ence Marín Futsal                  |
| Feme Castellón CFS              | 0–8         | LBTL Futsal Alcantarilla           |
| PH-Quirogel AE Penya Esplugues  | 0–7         | Poio Pescamar FS                   |
| CD Chiloeches                   | 3–7         | Arriva Alcorcón                    |
| Martos FS Jaén Paraíso Interior | 3–5         | CFS Gran Canaria Teldeportivo      |
| Valdetires Ferrol FSF           | 1–7         | STV Roldán                         |
| CD Mosteiro Bembrive FS         | 1–8         | Pescados Rubén Burela FS           |
| W. A. Intersala 10 Zaragoza     | 1–3         | FSF Castro Bloques Cando           |
| Save Family Mioño               | 0–3         | Lainco Rubí FS                     |
| Almagro FSF                     | 4–2 (t. s.) | CD Guadalcacín FS                  |
| El Gaitero Rodiles FSF          | 0–5         | Ourense Ontime                     |

### Partidos

#### Osasuna - Atlético Navalcarnero
| 26 de noviembre de 2024, 20:00 (UTC+1) | Osasuna Futsal  | 1:6 (0:3) | Atlético Navalcarnero                                                                        | Atakondoa, Irurzun                          |                                             |
|                                        | Ana Vindoso 28' | Reporte   | María Moreno 1' · Anita Luján 2' · Leninha 17' · Patri Blázquez 21' · Marian Vicente 37' 39' | Árbitro(s): Mauricio Bravo Javier Caballero | Árbitro(s): Mauricio Bravo Javier Caballero |

#### San Fernando - Torreblanca Melilla
| 26 de noviembre de 2024, 21:00 (UTC+1) | CSF San Fernando | 0:11 (0:4) | Melilla Ciudad Deporte Torreblanca | Justo Gómez Salto, San Fernando de Henares |                                         |
|                                        |                  | Reporte    | Juliana Brito 1' · Ana Luiza 5' · Jane Marques 10' 24' · Daria Kowshyk 10' · Amandinha 27' · Nega 31' 32' · Beatriz da Silva 31' · Silvina Nava 33' · Nerea Miralles 36' | Árbitro(s): Alina Bancu Marta Garvalena    | Árbitro(s): Alina Bancu Marta Garvalena |

#### Ceuta AD - At Torcal
| 26 de noviembre de 2024, 18:30 (UTC+1) | Ceuta AD                                   | 3:2 (2:1) | Nueces de Ronda Atlético Torcal | Guillermo Molina, Ceuta               |                                       |
|                                        | Maura Scaletti 10' 19' · Julia Forsuik 25' | Reporte   | Viky Bella 11' · Thalitinha 26' | Árbitro(s): Kamal Mohamed Badar Motie | Árbitro(s): Kamal Mohamed Badar Motie |

#### Ripollet - Móstoles
| 26 de noviembre de 2024, 19:00 (UTC+1) | Somriu FS Ripollet | 1:2 (1:1) | MRB Móstoles FSF                    | Joan Creus, Ripollet                   |                                        |
|                                        | Marina Flor 20'    | Reporte   | Alicia Benete 20' · Nere Moldes 24' | Árbitro(s): Adrià Gómez Daniel Hurtado | Árbitro(s): Adrià Gómez Daniel Hurtado |

#### Segosala - Les Corts
| 26 de noviembre de 2024, 20:00 (UTC+1) | CD Segosala                               | 2:1 (1:0) (t. s.) | AE Les Corts Ubae      | Pedro Delgado, Segovia                                    |                                                           |
|                                        | María del Valle 19' · Sandra González 41' | Reporte           | Alejandra Llorente 21' | Árbitro(s): Francisco Javier Marazuela José Antonio Cañas | Árbitro(s): Francisco Javier Marazuela José Antonio Cañas |

#### Leganés - Marín
| 27 de noviembre de 2024, 20:00 (UTC+1) | CD Leganés FS                | 3:4 (1:1) | Ence Marín Futsal                                 | La Fortuna, Leganés                    |                                        |
|                                        | Beíta 9' 37' · Nerea Rey 21' | Reporte   | Carolina Bravo 1' 40' · Guida 21' · Gi Portes 28' | Árbitro(s): Álvaro Galán Daniel García | Árbitro(s): Álvaro Galán Daniel García |

#### Feme Castellón - Alcantarilla
| 27 de noviembre de 2024, 20:15 (UTC+1) | Feme Castellón CFS | 0:8 (-:-) | LBTL Futsal Alcantarilla                                                                          | Chencho, Castellón de la Plana             |                                            |
|                                        |                    | Reporte   | Pepa 7' · Lola 9' 10' · Lucía Soriano 13' · Miriam Zamora 14' · Toñi 23' 29' · María Valverde 28' | Árbitro(s): Cristian Calugar Javier García | Árbitro(s): Cristian Calugar Javier García |

#### Esplugues - Poio
| 26 de noviembre de 2024, 18:45 (UTC+1) | PH-Quirogel AE Penya Esplugues | 0:7 (0:2) | Poio Pescamar FS                                                                                               | Les Moreres, Esplugas de Llobregat                |                                                   |
|                                        |                                | Reporte   | Ale de Paz 3' 22' · Rocío Molina 16' · Miriam Esteban 23' · Candela Soria 27' · Laura Uña 29' · Èlia Gullí 39' | Árbitro(s): Adrián Hernández Jordi Eliseo Sarabia | Árbitro(s): Adrián Hernández Jordi Eliseo Sarabia |

#### Chiloeches - Alcorcón
| 26 de noviembre de 2024, 20:30 (UTC+1) | CD Chiloeches                                         | 3:7 (2:5) | Arriva Alcorcón                                                                                | Mun. Chiloeches, Chiloeches            |                                        |
|                                        | Noelia de las Heras 10' · Rocío López 15' · Becha 38' | Reporte   | Peque 4' 9' · Sara Martínez 6' · Laura Sánchez 11' · Vane Sotelo 17' 31' · María Barcelona 30' | Árbitro(s): Álvaro Peces Lucas Benítez | Árbitro(s): Álvaro Peces Lucas Benítez |

#### Martos - Teldeportivo
| 26 de noviembre de 2024, 19:30 (UTC+1) | Martos FS Jaén Paraíso Interior                 | 3:5 (2:2) | CFS Gran Canaria Teldeportivo                                                     | Juventud, Martos                          |                                           |
|                                        | Eva Cabello 14' · Ainoa Haro 18' · Myrielen 25' | Reporte   | Paola López 17' · Susana Fuentes 17' · Marta Escribano 26' 27' · Rocío Gracia 37' | Árbitro(s): Javier Pulido Antonio de Dios | Árbitro(s): Javier Pulido Antonio de Dios |

#### Valdetires Ferrol - Roldán
| 27 de noviembre de 2024, 21:00 (UTC+1) | Valdetires Ferrol FSF | 1:7 (1:2) | STV Roldán                                                                            | Esteiro, Ferrol                        |                                        |
|                                        | María Lence 2'        | Reporte   | Ángela Górriz 9' 22' · Bárbara Gama 10' 39' · Ceci Zarzuela 24' 36' · Rocío Gómez 26' | Árbitro(s): Mayra Araujo Manuel Castro | Árbitro(s): Mayra Araujo Manuel Castro |

#### Bembrive - Burela
| 26 de noviembre de 2024, 21:00 (UTC+1) | CD Mosteiro Bembrive FS | 1:8 (0:5) | Pescados Rubén Burela FS | Vicente Álvarez, Vigo                   |                                         |
|                                        | Claudia Martínez 31'    | Reporte   | Carolina Pedreira 3' · Dany Domingos 5' 26' · Emilly Marcondes 10' · Patri Ortega 15' 16' · Débora Lavrador 31' · Cris Loures 33' | Árbitro(s): Adrián Buján Andrés Pinilla | Árbitro(s): Adrián Buján Andrés Pinilla |

#### Intersala Zaragoza - Castro
| 26 de noviembre de 2024, 20:30 (UTC+1) | Wanapis Aldelix Intersala 10 Zaragoza | 1:3 (0:1) | FSF Castro Bloques Cando                                   | La Granja, Zaragoza                            |                                                |
|                                        | Hinako Funatsuki 37'                  | Reporte   | Luisa Mayara 19' · Verónica Abelleira 33' · Laura Boix 34' | Árbitro(s): Richard Dario Álvarez Jaime Lázaro | Árbitro(s): Richard Dario Álvarez Jaime Lázaro |

#### Mioño - Rubí
| 27 de noviembre de 2024, 18:30 (UTC+1) | Save Family Mioño | 0:3 (0:2) | Lainco Rubí FS                                               | Peru Zaballa, Castro Urdiales             |                                           |
|                                        |                   | Reporte   | Arantxa Medina 14' · Ëlida Tortosa 15' · Aurora Martínez 29' | Árbitro(s): Israel Revilla Héctor Falagán | Árbitro(s): Israel Revilla Héctor Falagán |

#### Almagro - Guadalcacín
| 26 de noviembre de 2024, 20:30 (UTC+1) | Almagro FSF                                                  | 4:2 (1:0) (t. s.) | CD Guadalcacín FS      | Gemma Arenas, Almagro                      |                                            |
|                                        | Mayte Martínez 11' · Alba Peña 39' 44' · Rebeca Culebras 45' | Reporte           | Lorrana 33' · Nona 37' | Árbitro(s): Sara Gutiérrez Alejandro Mejia | Árbitro(s): Sara Gutiérrez Alejandro Mejia |

#### Rodiles - Ourense
| 27 de noviembre de 2024, 20:15 (UTC+1) | El Gaitero Rodiles FSF | 0:5 (0:2) | Ourense Ontime                                                                    | Manuel Busto, Villaviciosa                      |                                                 |
|                                        |                        | Reporte   | Carla Ayensa 8' · Rafinha 17' · Zaira Obaya 26' · Raquelilla 30' · Ana Rivera 38' | Árbitro(s): Héctor Valdés Oscar Francisco Zarza | Árbitro(s): Héctor Valdés Oscar Francisco Zarza |

## Octavos de final
La disputarán los 16 equipos clasificados de la ronda anterior, en este caso 13 de primera división y 3 de segunda división, el sorteo se realizó el 29 de noviembre de 2024 en la Ciudad del Fútbol de Las Rozas. La eliminatoria se jugará los días 17 y 18 de diciembre de 2024

### Cuadro
| Local                    | Resultado   | Visitante                          |
| ------------------------ | ----------- | ---------------------------------- |
| Ceuta AD                 | 2–4         | CFS Gran Canaria Teldeportivo      |
| CD Segosala              | 3–4         | Ourense Ontime                     |
| Almagro FSF              | 0–4         | Pescados Rubén Burela FS           |
| Arriva Alcorcón          | 0–1         | Poio Pescamar FS                   |
| Atlético Navalcarnero    | 2–3 (t. s.) | STV Roldán                         |
| FSF Castro Bloques Cando | 8–0         | Lainco Rubí FS                     |
| LBTL Futsal Alcantarilla | 0–8         | Melilla Ciudad Deporte Torreblanca |
| Ence Marín Futsal        | 1–2         | MRB Móstoles FSF                   |

### Partidos

#### Ceuta AD - Teldeportivo
| 18 de diciembre de 2024, 20:00 (UTC+1) | Ceuta AD                                 | 2:4 (1:2) | CFS Gran Canaria Teldeportivo                                                     | Guillermo Molina, Ceuta                           |                                                   |
|                                        | Alejandra Giménez 5' · Claudia Navas 29' | Reporte   | Marta Escribano 9' · Virginia González 19' · Susana Fuentes 29' · Paola López 30' | Árbitro(s): Pedro Antonio Carrillo Tiare Valencia | Árbitro(s): Pedro Antonio Carrillo Tiare Valencia |

#### Segosala - Ourense
| 17 de diciembre de 2024, 20:00 (UTC+1) | CD Segosala                                     | 3:4 (2:1) | Ourense Ontime                                          | Pedro Delgado, Segovia                      |                                             |
|                                        | Claudia Garrido 5' · Cristina de Andrés 19' 25' | Reporte   | Sara Moreno 8' · Raquelilla 24' · Chiky 28' · Zaide 31' | Árbitro(s): José Antonio Cañas Rubén Miguel | Árbitro(s): José Antonio Cañas Rubén Miguel |

#### Almagro - Burela
| 18 de diciembre de 2024, 20:30 (UTC+1) | Almagro FSF | 0:4 (0:1) | Pescados Rubén Burela FS                                                         | Gemma Arenas, Almagro                        |                                              |
|                                        |             | Reporte   | Carolina Pedreira 17' · Mayte Martínez 23' · Cami Gadeia 24' · Dany Domingos 35' | Árbitro(s): Noelia Gutiérrez Alberto Carrión | Árbitro(s): Noelia Gutiérrez Alberto Carrión |

#### Alcorcón - Poio
| 18 de diciembre de 2024, 20:00 (UTC+1) | Arriva Alcorcón | 0:1 (0:0) | Poio Pescamar FS | Los Cantos, Alcorcón                    |                                         |
|                                        |                 | Reporte   | Ale de Paz 35'   | Árbitro(s): Alina Bancu Marta Garvalena | Árbitro(s): Alina Bancu Marta Garvalena |

#### Atlético Navalcarnero - Roldán
| 17 de diciembre de 2024, 20:30 (UTC+1) | Atlético Navalcarnero               | 2:3 (2:1) (t. s.) | STV Roldán                              | La Estación, Navalcarnero               |                                         |
|                                        | María Sanz 13' · Patri Blázquez 14' | Reporte           | Ceci Zarzuela 18' 45' · Mayte Mateo 32' | Árbitro(s): Hector Mayo Carlos Panadero | Árbitro(s): Hector Mayo Carlos Panadero |

#### Castro - Rubí
| 17 de diciembre de 2024, 20:30 (UTC+1) | FSF Castro Bloques Cando                                                                                                  | 8:0 (5:0) | Lainco Rubí FS | Riberas de Lea, Castro de Rey         |                                       |
|                                        | Dani Sousa 2' 10' · Luisa Mayara 4' 13' · Anita Ontiveros 7' · Jenuy Santos 23' · Laura Boix 33' · Verónica Abelleira 35' | Reporte   |                | Árbitro(s): Roberto Amor Mayra Araujo | Árbitro(s): Roberto Amor Mayra Araujo |

#### Alcantarilla - Torreblanca Melilla
| 17 de diciembre de 2024, 21:00 (UTC+1) | LBTL Futsal Alcantarilla | 0:8 (0:5) | Melilla Ciudad Deporte Torreblanca                                            | Jara Carrillo, Alcantarilla                   |                                               |
|                                        |                          | Reporte   | Bia 1' 14' 16' · Jane Marques 2' 19' · Juliana Brito 23' · Nega 35' · Bia 38' | Árbitro(s): Adrián Moñino José Javier Navarro | Árbitro(s): Adrián Moñino José Javier Navarro |

#### Marín - Móstoles
| 18 de diciembre de 2024, 21:00 (UTC+1) | Ence Marín Futsal | 1:2 (1:1) | MRB Móstoles FSF                     | A Raña, Marín                                   |                                                 |
|                                        | Café 4'           | Reporte   | Alicia Benete 8' · Celia Jiménez 21' | Árbitro(s): Lidia Crespo Miguel Jesús Rodríguez | Árbitro(s): Lidia Crespo Miguel Jesús Rodríguez |

## Cuartos de final
La disputarán los 8 equipos clasificados de la ronda anterior, el sorteo se realizó el 14 de abrila de 2025 en el Palacio de Deportes de Cartagena, que es donde se van a jugar los encuentros entre el 2 y 4 de mayo de 2025. 

### Cuadro
| Local                         | Resultado    | Visitante                          |
| ----------------------------- | ------------ | ---------------------------------- |
| MRB Móstoles FSF              | 2–10         | Melilla Ciudad Deporte Torreblanca |
| CFS Gran Canaria Teldeportivo | 0–4          | FSF Castro Bloques Cando           |
| STV Roldán                    | 1–1 (2:3 p.) | Poio Pescamar FS                   |
| CD Burela FSBurela FS         | 5–0          | Ourense Ontime                     |

### Partidos

#### Móstoles - Torreblanca Melilla
| 2 de mayo de 2025, 13:15 (UTC+2) | MRB Móstoles FSF                    | 2:10 (0:3) | Melilla Ciudad Deporte Torreblanca                                                                              | Palacio de Deportes de Cartagena, Cartagena |                                      |
|                                  | Clau Gómez 38' · Miriam Serrano 38' | Reporte    | Bia 11' 14' 30' 33' 34' · Lydia Torreblanca 16' · Silvina Nava 23' · Dasha Kowshyk 37' · Sofiia Kowshyk 39' 40' | Árbitro(s): Ivette Agell Sara Escoda        | Árbitro(s): Ivette Agell Sara Escoda |

#### Teldeportivo - Castro
| 2 de mayo de 2025, 11:00 (UTC+2) | CFS Gran Canaria Teldeportivo | 0:4 (0:2) | FSF Castro Bloques Cando                                             | Palacio de Deportes de Cartagena, Cartagena |                                           |
|                                  |                               | Reporte   | Jeny Santos 8' · Laura Boix 17' · Júlia Meltz 32' · Camila Costa 37' | Árbitro(s): Marta Garvalena Lucía Guillén   | Árbitro(s): Marta Garvalena Lucía Guillén |

#### Roldán - Poio
| 2 de mayo de 2025, 18:30 (UTC+2)                                         | STV Roldán                                                                     | 1:1 (1:1) (2:3 p.)         | Poio Pescamar FS                                              | Palacio de Deportes de Cartagena, Cartagena |                                            |
|                                                                          | Mayte Mateo 7'                                                                 | Reporte                    | Laura Uña 16'                                                 | Árbitro(s): Noelia Gutiérrez Paula Álvarez  | Árbitro(s): Noelia Gutiérrez Paula Álvarez |
|                                                                          |                                                                                | Tiros desde el punto penal |                                                               |                                             |                                            |
|                                                                          | Rocío Gómez · Marta Peñalver · Ángela Górriz · Mariángeles Villa · Mayte Mateo |                            | Laura Uña · Candela Soria · Ale de Paz · Elena Aragón · Chuli |                                             |                                            |
| Se clasifica el Poio Pescamar después de disputar una tanda de penaltis. |                                                                                |                            |                                                               |                                             |                                            |

#### Burela - Ourense
| 2 de mayo de 2025, 16:00 (UTC+2) | Burela                                                                                                  | 5:0 (2:0) | Ourense Ontime | Palacio de Deportes de Cartagena, Cartagena |                                       |
|                                  | Dany Domingos 8' · Carolina Pedreira 16' · Debora Lavrador 25' · Emily Marcondes 38' · Patri Ortega 40' |           |                | Árbitro(s): Mayra Araujo Lidia Crespo       | Árbitro(s): Mayra Araujo Lidia Crespo |

## Semifinales

### Cuadro
| Local                              | Resultado    | Visitante                |
| ---------------------------------- | ------------ | ------------------------ |
| Melilla Ciudad Deporte Torreblanca | 2–2 (4:3 p.) | FSF Castro Bloques Cando |
| Poio Pescamar FS                   | 1–2          | Burela FS                |

### Partidos

#### Torreblanca Melilla - Castro
| 3 de mayo de 2025, 11:00 (UTC+2)                                               | Melilla Ciudad Deporte Torreblanca                                | 2:2 (1:1) (4:3 p.)         | FSF Castro Bloques Cando                                                            | Palacio de Deportes de Cartagena, Cartagena |                                          |
|                                                                                | Ana Luiza 5' · Nega 39'                                           | Reporte                    | Dani Sousa 7' · Antía Martínez 33'                                                  | Árbitro(s): Davinia Dorta Tiare Valencia    | Árbitro(s): Davinia Dorta Tiare Valencia |
|                                                                                |                                                                   | Tiros desde el punto penal |                                                                                     |                                             |                                          |
|                                                                                | Ana Luiza · Amandinha · Juliana Brito · Bia · Jane Marques · Nega |                            | Luisa Mayara · Dani Sousa · Julia Dupuy · Vero García · Jenny Santos · Camila Costa |                                             |                                          |
| Se clasifica el Torreblanca Melilla después de disputar una tanda de penaltis. |                                                                   |                            |                                                                                     |                                             |                                          |

#### Poio - Burela
| 3 de mayo de 2025, 13:30 (UTC+2) | Poio Pescamar FS | 1:2 (0:0) | Burela                                   | Palacio de Deportes de Cartagena, Cartagena |                                       |
|                                  | Laura Uña 28'    | Reporte   | Dany Domingos 33' · Emilly Marcondes 36' | Árbitro(s): Mayra Araujo Lidia Crespo       | Árbitro(s): Mayra Araujo Lidia Crespo |

## Final
| 28          | Bandera de Brasil    | Beatriz da Silva |  |
| 9           | Bandera de Brasil    | Ana Luiza        |  |
| 10          | Bandera de Brasil    | Amandinha        |  |
| 11          | Bandera de Argentina | Silvina Nava     |  |
| 77          | Bandera de Brasil    | Jane Marques     |  |
| Entrenador: | Entrenador:          | Morenín          |  |

| 21          | Bandera de España | Caridad          |  |
| 3           | Bandera de Brasil | Dany Domingos    |  |
| 5           | Bandera de Brasil | Dinha            |  |
| 8           | Bandera de Brasil | Cami Gadeia      |  |
| 99          | Bandera de Brasil | Emilly Marcondes |  |
| Entrenador: | Entrenador:       | Julio Delgado    |  |

| 6  | Bandera de Brasil | Jheniff           |  |
| 7  | Bandera de España | Lydia Torreblanca |  |
| 20 | Bandera de Brasil | Nega              |  |
| 97 | Bandera de Brasil | Juliana Brito     |  |
| 98 | Bandera de Brasil | Bia               |  |

| 6  | Bandera de Brasil   | Cilene            |  |
| 10 | Bandera de España   | Antía Pérez       |  |
| 13 | Bandera de Portugal | Carolina Pedreira |  |
| 20 | Bandera de España   | Patricia Ortega   |  |
| 24 | Bandera de España   | Noelia Montoro    |  |
| 66 | Bandera de Portugal | Débora Lavrador   |  |

| Anotado | 28' | Silvina Nava | 1-1 |
| Anotado | 40' | Bia          | 2-3 |

| Anotado | 23' | Antía Pérez       | 0-1 |
| Anotado | 32' | Patricia Ortega   | 1-2 |
| Anotado | 33' | Carolina Pedreira | 1-3 |

| Amonestado | 12' | Jane Marques     |  |
| Amonestado | 27' | Beatriz da Silva |  |
| Amonestado | 40' | Amandinha        |  |

| Amonestado | 15' | Emilly Marcondes |  |
| Amonestado | 27' | Emilly Marcondes |  |

| 28          | Bandera de Brasil    | Beatriz da Silva |  |
| 9           | Bandera de Brasil    | Ana Luiza        |  |
| 10          | Bandera de Brasil    | Amandinha        |  |
| 11          | Bandera de Argentina | Silvina Nava     |  |
| 77          | Bandera de Brasil    | Jane Marques     |  |
| Entrenador: | Entrenador:          | Morenín          |  |

| 21          | Bandera de España | Caridad          |  |
| 3           | Bandera de Brasil | Dany Domingos    |  |
| 5           | Bandera de Brasil | Dinha            |  |
| 8           | Bandera de Brasil | Cami Gadeia      |  |
| 99          | Bandera de Brasil | Emilly Marcondes |  |
| Entrenador: | Entrenador:       | Julio Delgado    |  |

| 6  | Bandera de Brasil | Jheniff           |  |
| 7  | Bandera de España | Lydia Torreblanca |  |
| 20 | Bandera de Brasil | Nega              |  |
| 97 | Bandera de Brasil | Juliana Brito     |  |
| 98 | Bandera de Brasil | Bia               |  |

| 6  | Bandera de Brasil   | Cilene            |  |
| 10 | Bandera de España   | Antía Pérez       |  |
| 13 | Bandera de Portugal | Carolina Pedreira |  |
| 20 | Bandera de España   | Patricia Ortega   |  |
| 24 | Bandera de España   | Noelia Montoro    |  |
| 66 | Bandera de Portugal | Débora Lavrador   |  |

| Anotado | 28' | Silvina Nava | 1-1 |
| Anotado | 40' | Bia          | 2-3 |

| Anotado | 23' | Antía Pérez       | 0-1 |
| Anotado | 32' | Patricia Ortega   | 1-2 |
| Anotado | 33' | Carolina Pedreira | 1-3 |

| Amonestado | 12' | Jane Marques     |  |
| Amonestado | 27' | Beatriz da Silva |  |
| Amonestado | 40' | Amandinha        |  |

| Amonestado | 15' | Emilly Marcondes |  |
| Amonestado | 27' | Emilly Marcondes |  |